# Guerra de Curzola
La guerra de Curzola va ser la segona d'un total de quatre guerres, que van lliurar la República de Venècia i la República de Gènova pel control del comerç a la Mediterrània.
Causat en gran part per una necessitat d'acció que va seguir la caiguda d'Acre, que va ser devastadora comercialment, Gènova i Venècia buscaven noves maneres d'augmentar la seva dominància en el mar Mediterrani i Negre Oriental. Acabant una treva entre les dues repúbliques, vaixells genovesos van començar per aquesta raó a fustigar mercaders venecians al mar Egeu.
En 1295 batudes genoveses a Constantinoble van escalar les tensions encara més, el que va portar a la declaració de guerra de Venècia en el mateix any. L'empitjorament de les relacions entre Constantinoble i Venècia a causa de la Quarta Croada, va resultar que l'Imperi Romà d'Orient afavoria els genovesos en el conflicte. Així, els romans d'Orient es van posar de la banda dels genovesos durant la guerra. Mentre els venecians van fer avenços veloços al mar Egeu i el mar Negre, els genovesos van exercir la dominància durant tota la guerra vencent finalment a Venècia en la batalla de Curzola en 1298, el que va portar a una treva l'any següent.

## Preludi
La caiguda d'Acre en 1291 va resultar ser una derrota devastadora tant moralment i com militarment per als cristians a través de tot Europa occidental. Per Venècia la pèrdua de la ciutat era particularment tràgica. Acre tenia una població veneciana significativa, i, amb la pèrdua de la ciutat, Venècia va perdre també una ruta important per a la transferència de les espècies orientals a Europa. Això va portar a la pèrdua global de el comerç d'espècia oriental a Europa durant l'edat mitjana, perquè els imperis musulmans van començar a tancar les rutes tradicionals. Ara, incapaç de competir amb Gènova, qui podia mantenir les seves colònies a Azov i Crimea, l'economia de Venècia va quedar molt danyada. Des de la Quarta Croada, els emperadors romans van continuar afavorint Gènova com a aliat comercial, més que a Venècia. A causa d'això, en 1291, Gènova va tenir el poder institucional dins l'Imperi Romà d'Orient per bloquejar als venecians al Bòsfor bloquejant així el seu accés al mar Negre.
Tots aquests factors es van ajuntar i van motivar als genovesos a atacar als combois i mercaders venecians al mar Egeu, així com atacs significatius a la Creta veneciana. Ara, amb el bloqueig del Bòsfor, l'atac a Creta i els atacs als mercaders venecians al mar Egeu, i, a la fi, l'atac genovès a la caserna venecià a Constantinoble en 1295, seguit per l'arrest dels venecians supervivents per l'emperador romà d'Orient Andrònic II Paleòleg (r. 1282-1328), els venecians no van tenir altra tria que prendre represàlies declarant la guerra a ambdues entitats en el mateix any.

## Transcurs de la guerra
Venècia aviat va organitzar una flota de 40 galeres de guerra. Capitanejades per Roger Morosini, van navegar a Constantinoble just després de la declaració de guerra i van intentar trencar el bloqueig genovès. Aviat van capturar la Banya d'Or, el port interior de Constantinoble, i van començar a intentar prendre la ciutat apuntant totes les naus genoveses i gregues que es movien a través del port. Andronikos, recordant la Quarta Croada i tement la pèrdua de la ciutat, va fer aviat la pau amb Venècia, arreglant l'alliberament de tots els venecians i el retorn veloç de tota la seva propietat confiscada. Una altra flota veneciana aviat va sortir, aquest cop capitanejada per Giovanni Soranzo. L'objectiu d'aquesta flota era intentar trencar el poder del Bòsfor Genovés i aconseguir arribar a la mar Negra. Soranzo va tenir èxit. Va aconseguir trencar el bloqueig i arribar a la mar Negra fins a Crimea, capturant el port gran de Caffa.
Els genovesos, però, encara estaven decidits a vèncer els venecians. Des de la seva posició dominant en el mar Egeu van començar a llançar diverses batudes reeixides al mar Adriàtic, danyant severament les línies de proveïment venecianes. Finalment, en 1298, els genovesos es van enfrontar decisivament als venecians a la costa de Curzola (modern Korčula). En la Batalla de Curzola, la flota genovesa va aconseguir una victòria clara, aconseguint enfonsar 65 dels 95 vaixells venecians i matant a 9000 venecians i capturant a altres 5000, incloent-hi el viatger venecià Marco Polo, qui estant en captivitat, amb ajuda d'un autor que era amb ell,  Rustichello, va escriure els seus Viatges, una de les documentacions cartogràfiques més reverenciades de tots els temps.
Així i tot els venecians encara no es van desanimar. En poc temps van poder organitzar una nova flota de 100 galeres, el que va impressionar als genovesos, ja que no l'hi van esperar. Això va causar, que l'any següent els genovesos i venecians tanquessin un tractat inestable a Milà el 25 de maig, que va portar a un final inconclús de la guerra que va durar quatre anys. En ella Venècia va poder mantenir el control de la mar Adriàtic i continuar fent comerç al Mar Negre encara que també va haver de pagar un preu molt alt per això, el que va consolidar el creixent poder genovès.